# Sunnyland Slim
Sunnyland Slim, geboren als Albert Luandrew (Vance (Mississippi), 5 september 1906 - Chicago, 17 maart 1995), was een Amerikaanse bluesmuzikant (zang, piano).

## Biografie
Tijdens de late jaren 1920 verhuisde Sunnyland Slim naar Memphis om daar als pianist in zijn levensonderhoud te voorzien. In de Beale Street speelde hij onder andere met Little Brother Montgomery en Ma Rainey.
In 1939 ging hij naar Chicago, waar hij optrad met Sonny Boy Williamson I. In 1947 maakte hij opnamen onder de naam Doctor Clayton's Buddy. Hij nam op voor J.O.B. Records en speelde ook als begeleidingsmuzikant op platen van Muddy Waters tijdens de late jaren 1940 voor het niet lang bestaande label Tempo-Tone Records. Sunnyland Slim raakte tijdens een messengevecht gewond aan een hand, zodat enkele vingers iets waren beperkt in de oorspronkelijke bewegingsvrijheid, maar desondanks was hij een veel gevraagd pianist. In 1962 bracht hij bij Prestige Records een lp uit. Er volgden achtereenvolgens talrijke opnamen voor verschillende labels.
Tijdens de jaren 1960 speelde hij met King Curtis, ging hij op tournee met Otis Rush en reisde hij in 1964 met het American Folk Blues Festival en in 1968 met de Chicago All Stars door Europa. De Allstars bestonden uit Willie Dixon (bas), Clifton James (drums), Walter Horton (bluesharp) en Johnnie Shines (gitaar). Deze bezetting maakte in 1968 opnamen voor BASF, die in hetzelfde jaar werden uitgebracht als lp. De Allstars hadden in de Verenigde Staten verreweg minder succes dan in Europa, hetgeen korte tijd later leidde tot ontbinding van de band. In 1970 trad Sunnyland Slim op tijdens het Ann Arbor Blues Festival. Terzelfder tijd nam hij enkele singles op voor BEE & Baby Records in Chicago (hetzij onder zijn eigen naam of die van Homesick James (zang en steelgitaar) hetzij van Andrew McMahon (zang en bas). In 1972 was hij als begeleidingsmuzikant te horen op een live-lp van Howlin' Wolf bij Chess Records. In 1980/1981 toerde Sunnyland Slim met de AFBT. Zelfs op hogere leeftijd speelde hij nog tijdens concerten in Chicago en gaf hij jonge en oude talenten mogelijkheden tot optreden.
In 1991 werd hij opgenomen in de Blues Hall of Fame.

## Overlijden
Sunnyland Slim overleed in 1995 op 87-jarige leeftijd na enkele zware ziekten aan de gevolgen van nierfalen. 
- Bibliothèque nationale de France: cb13900183x (data)
- Gemeinsame Normdatei: 134534425
- International Standard Name Identifier: 0000 0003 6848 2221
- Library of Congress Control Number: n83166042
- MusicBrainz: 25854cde-8c11-477b-8242-a86de1a4a003
- Nederlandse Thesaurus van Auteursnamen: 100923240
- SNAC: w6bs6p3r
- Système universitaire de documentation: 139922598
- Virtual International Authority File: 197751
- WorldCat: E39PCjyyyFGH6rqCDv7Kxtr7Dy